# IBSYS
IBSYS — основна операційна система для IBM 7090/7094. Вона починалася як програма під назвою BESYS для IBM 709, а пізніше розвинулась до рівня операційної системи для IBM 7040/7044 та IBM 7090/7094.
IBSYS потребувала 32К оперативної пам'яті та не менше одного каналу вводу виводу, але система краще працювала не менше ніш на двох каналах і жорсткому диску для швидкого завантаження. Всі вхідні і тимчасові файли розміщувались на стрічці. Дискові області використовувались для зберігання робочих даних.
IBSYS містила деяку кількість підсистем, а також компілятори з мов програмування, такі як FORTRAN, COBOL, асемблер MAP. Розроблено було також утиліти сортування та об'єднання (Sort/Merge).
Основні компоненти системи:
- Input/Output Executor (IOEX) - утиліта вводу-виводу
- Nucleus (IBNUC) - ядро системи
- Supervisor (IBSUP) - системний монітор
- Editor (IBEDT) - редактор
- System Core Dump (SYSDMP) - образ системи